# Bero Beyer

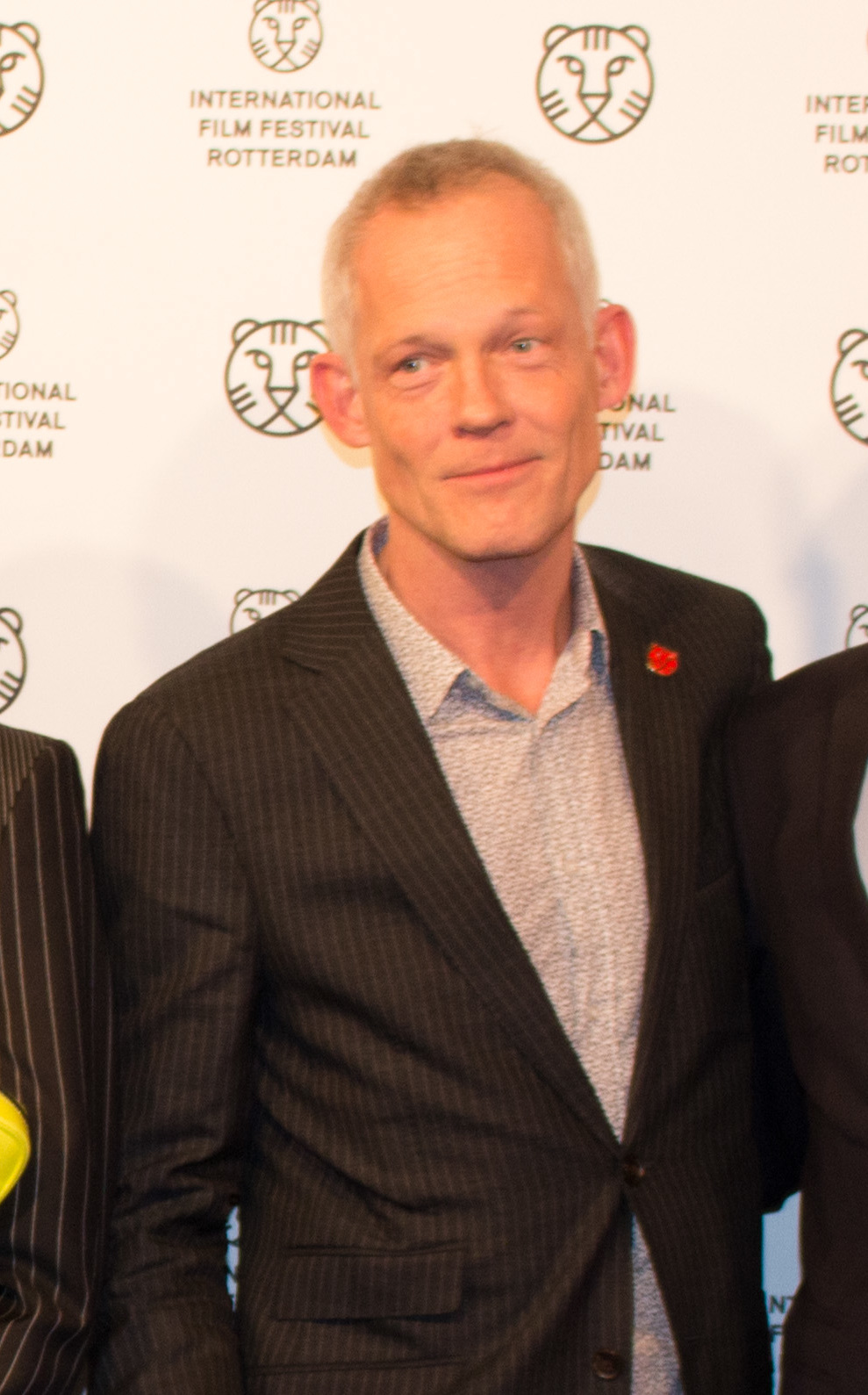
Beyer auf dem Internationalen Film Festival Rotterdam 2020

Bero Beyer  (* 12. November 1970 in Bremerhaven) ist ein niederländischer Drehbuchautor und Filmproduzent, sowie seit März 2020 Leiter der Nederlands Filmfonds.

## Leben und Wirken
Beyer wurde in Bremerhaven als Sohn eines seefahrenden Kapitäns und einer deutschen Mutter geboren, nach einer Station in Capelle aan den IJssel wuchs er in Berkel en Rodenrijs auf. Beyer schloss 1993 sein Studium mit dem Diplom an der Fakultät für audio-visuelles Design der Kunstakademie Willem de Kooning in Rotterdam ab. Im Anschluss war er als Kameramann für die italienische Produktion La Murciaola tätig. Gemeinsam mit dem Regisseur Hany Abu-Assad beteiligte er sich 1999 und 2000 als Drehbuchautor und Produzent an Independent-Produktionen der Filmproduktionsgesellschaft Ayloul Film.
2000 gründet Beyer, gemeinsam mit Abu-Assad, die Produktionsfirma Augustus Film, Beyer fungiert als Produzent und Abu-Assad als Regisseur. Die erste Produktion von Augustus Film war Rana's Wedding, diese war unter anderem auf den Filmfestspielen in Cannes zu sehen. Im Jahr 2005 feierte Paradise Now auf den 55. Filmfestspielen in Berlin Premiere. Beyer war sowohl als Produzent als auch als Drehbuchautor beteiligt. Paradies Now gewann zahlreiche Preise, unter anderem einen Golden Globe. Beyer wurde für sein Drehbuch, gemeinsam mit Abu-Assad mit dem Europäischen Filmpreis ausgezeichnet.
Von 2015 bis 2019 war Beyer Direktor der Internationalen Filmfestspiele in Rotterdam, seit 2020 ist er Leiter des Nederlands Filmfonds, dem niederländischen Filmförderwerk.

## Filmografie (Auswahl)

### Als Produzent
- 2002: Rana's Wedding (Al Qods Fee Yom Akhar)
- 2003: Ford Transit
- 2005: Paradise Now
- 2008: Das Salz des Meeres (Milh Hadha al-Bahr)
- 2013: Lebenslang (Hayatboyu)
- 2013: Qissa. Der Geist ist ein einsamer Wanderer (Qissa: The Tale of a Lonely Ghost)
- 2014: Atlantic.

### Als Drehbuchautor
- 2003: Ford Transit
- 2005: Paradise Now

## Auszeichnungen (Auswahl)
Europäischer Filmpreis 2005
- Preisträger in der Kategorie Bestes Drehbuch für Paradise Now

Verleihung des Goldenen Kalbs 2005
- Preisträger in der Kategorie Bester Spielfilm für Paradise Now

Golden Globe Verleihung 2005
- Preisträger in der Kategorie Bester fremdsprachiger Film für Paradise Now

Oscarverleihung 2006
- Nominierung in der Kategorie Bester fremdsprachiger Film für Paradise Now

Deutscher Filmpreis 2006
- Nominierung in der Kategorie Bestes Drehbuch für Paradise Now